# Bomporto
Bomporto ist eine italienische Gemeinde (comune) mit 10.261 Einwohnern (Stand 31. Dezember 2023) in der Provinz Modena in der Emilia-Romagna. Die Gemeinde liegt etwa 12,5 Kilometer nordöstlich von Modena am Panaro, wenige Kilometer westlich fließt die Secchia.

## Geschichte
Durch die bedeutende Abtei von Nonantola reicht die Geschichte des Ortes, insbesondere auch des Ortsteils Sorbara, bis in das 10. Jahrhundert zurück. 
Die Porte Viciane ist ein bedeutendes Bauwerk aus dem 17. Jahrhundert. 

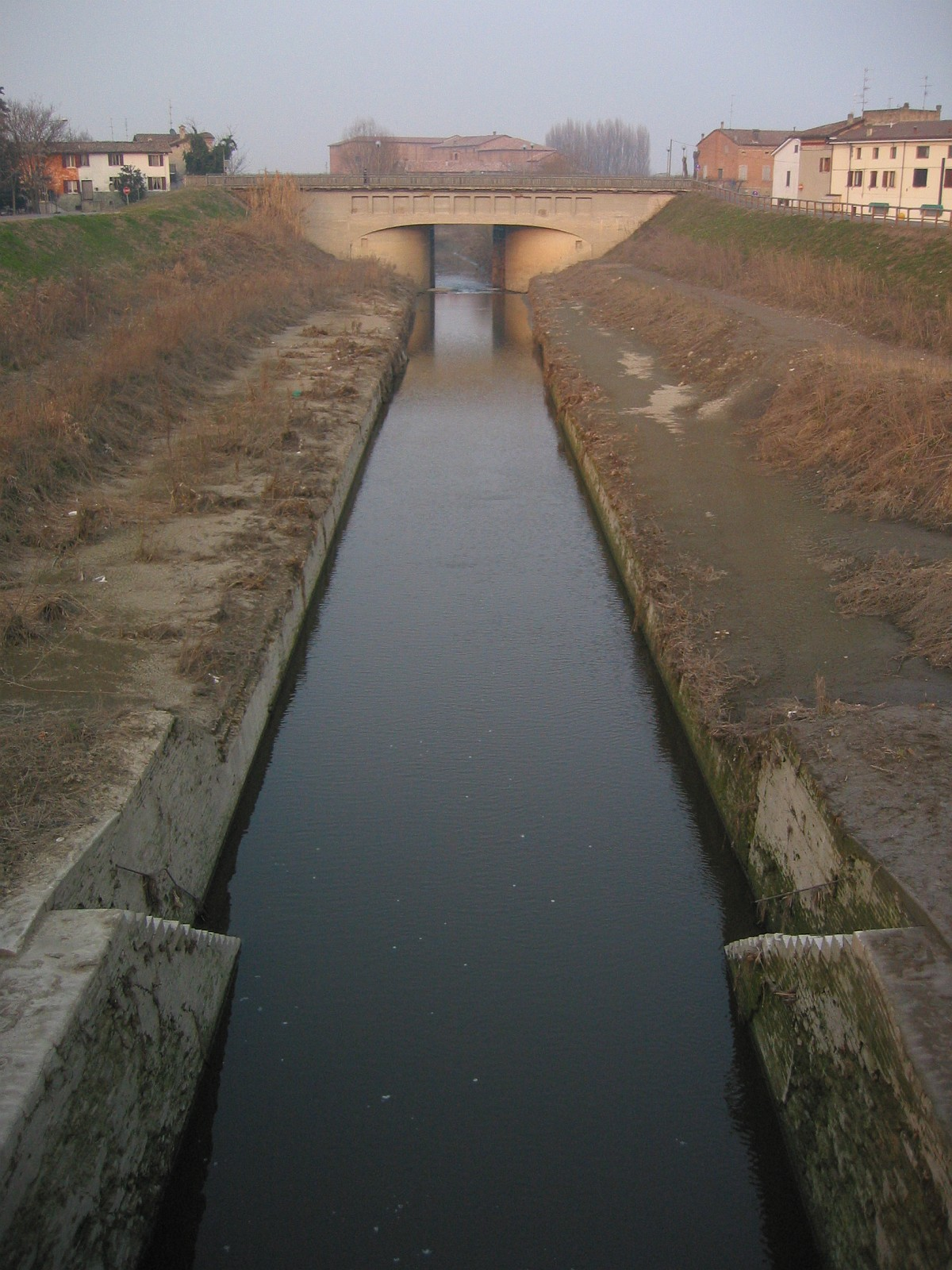
Die Porte Viciane aus dem 17. Jahrhundert

## Zugehörige Ortschaften
Zur Gemeinde Bomporto gehören die Fraktionen (frazioni) Solara und Sorbara sowie die Ortschaften (altre località) Cristo, Gorghetto, Villavara und San Michele.

## Persönlichkeiten
- Lucidio Sentimenti (1920–2014), Fußballspieler (mehrere Familienmitglieder sind oder waren in Italien bekannte Fußballspieler)

## Verkehr
Durch die Gemeinde führt die Strada Statale 12 dell'Abetone e del Brennero von Pisa bzw. Lucca kommend durch den Apennin Richtung Brenner.